# Brunsche Zunftverfassung

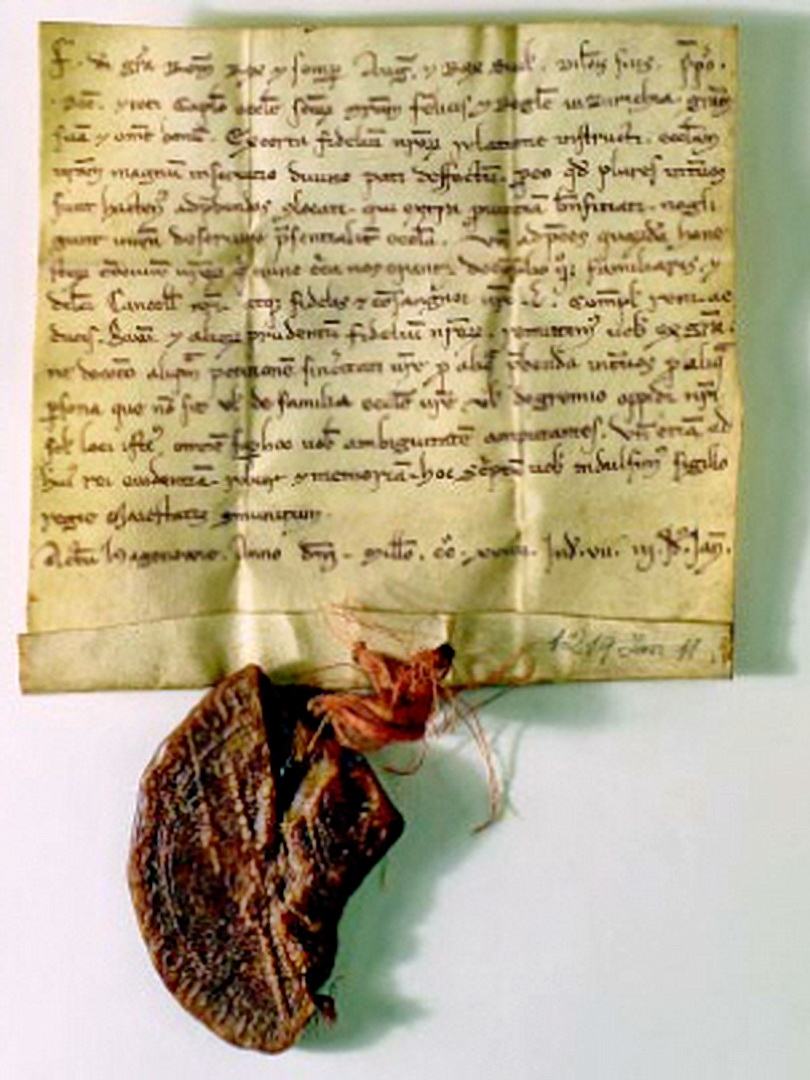
Königsurkunde von 1219, ausgestellt von Friedrich II. am 11. Januar 1219 (Reichsfreiheit der Stadt Zürich)

Die Brunsche Zunftverfassung war zwischen 1336 und 1798 die Verfassung der Reichsstadt und späteren Stadtrepublik Zürich.

## Ausgangslage
Die Herrschaftsrechte über die Stadt Zürich und die geistlichen Stifte übte im Hochmittelalter der deutsche König aus, der sie an einen Reichsvogt, üblicherweise aus den Reihen der einflussreichsten Adelsgeschlechter im damaligen Herzogtum Schwaben delegierte. Mit dem Aussterben der Zähringer gingen die Herrschaftsrechte im Jahr 1218 wieder an König Friedrich II.; das Amt des Reichsvogts, dem auch die Blutgerichtsbarkeit oblag, wurde jedoch fortan zeitlich beschränkt durch einen adligen Bürger aus dem Ritterstand der Stadt Zürich übernommen. Am 11. Januar 1219 stellte Friedrich II. «zu Gunsten von Gotteshausleuten des Grossmünsters und zu Gunsten von Personen, die der Stadt Zürich angehören» eine Urkunde aus, in der er von «de gremio oppidi nostri» (mit Betonung auf unserer Stadt) spricht. Mit diesen Worten implizierte dies formale, rechtliche und politische Kompetenzen für eine kommunale Selbstverwaltung und damit die Reichsunmittelbarkeit der Stadt Zürich. Die Fürstäbtissin des Fraumünsterklosters, die von Friedrich II. im Jahr 1245 in den Stand einer Reichsfürstin erhoben wurde, übte die Funktion einer «Stadtherrin» aus, basierend auf Grundrechten und königlichen Herrschaftsrechten, welche dem Fraumünster seit seiner Gründung im Jahr 853 verliehen worden waren.

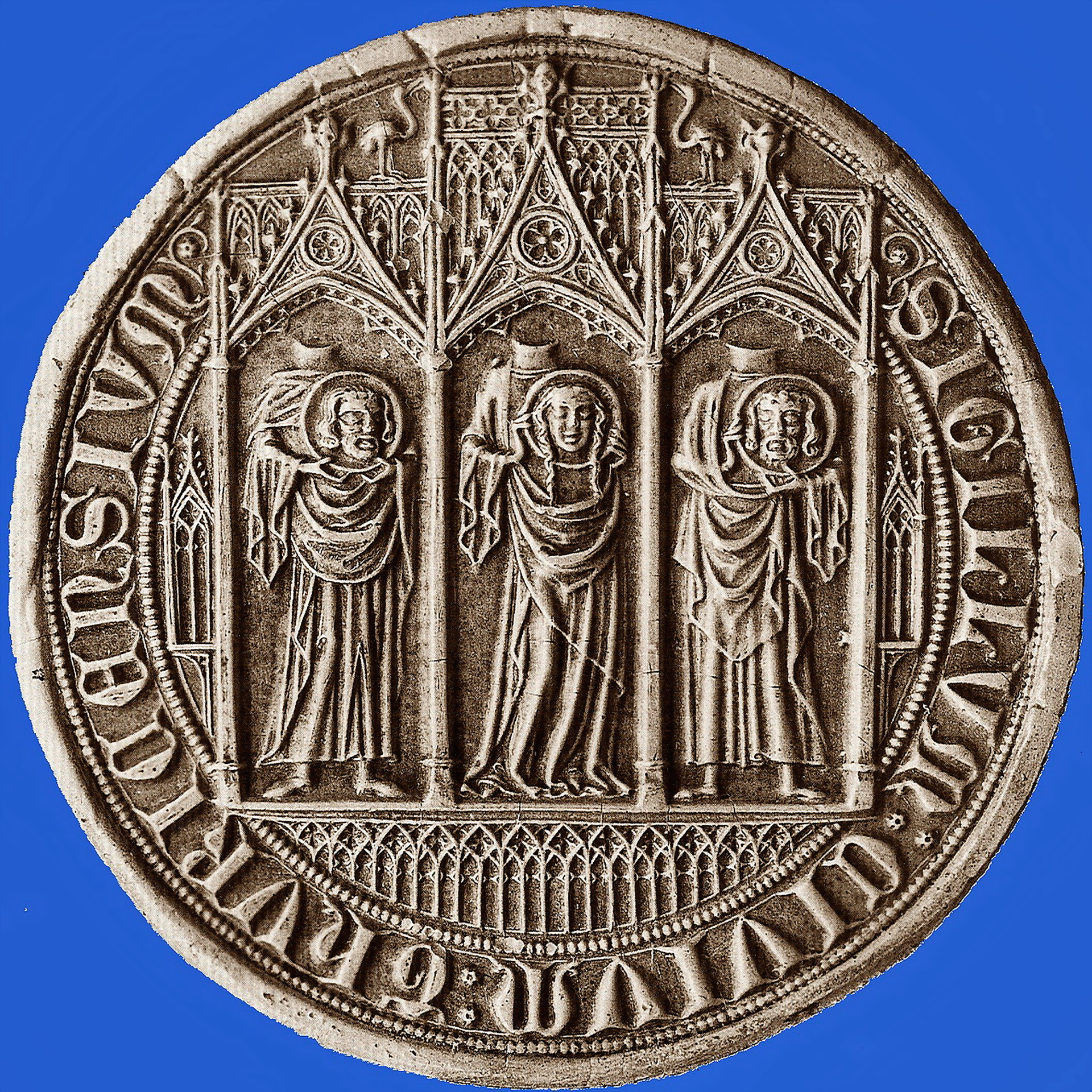
Die heute übliche Siegelform geht zurück auf das seit 1347 verwendete sogenannte Sekretsiegel des Rates von Zürich. Umschrift: SECRETVM CIVIVM THVRICENSIVM.

In politischer und wirtschaftlicher Konkurrenz zur Fürstäbtissin standen die Kaufleute der Stadt, die ein eigenes Kaufmannsrecht mit Selbstverwaltung ihrer beruflichen Interessen besassen. 1220 finden sich erstmals Spuren, urkundlich belegt seit 11. Februar 1252, eines Stadtrates – bis zur Zunftrevolution von 1336 konstituiert in einem dreigeteilten Ratsgremium, im sogenannten «Fasten»-, «Sommer»- und «Herbstrat» – der seit 1225 ein eigenes Siegel führte. In den nachfolgenden Jahren gingen sukzessive Herrschaftsrechte der Fraumünsterabtei an den Stadtrat über, begünstigt durch den Kampf zwischen Kaiser Friedrich II. und dem Papsttum: Weil die geistlichen Stifte zu Rom hielten, während die Bürgerschaft der Partei des Kaisers folgte, wurden der Klerus samt der Äbtissin zeitweise sogar aus der Stadt vertrieben, was zur Festigung der politischen Stellung der Bürgerschaft führte. 1262 wurde Zürich zur Reichsstadt, und im Verlauf der Regensberger Fehde mit den Freiherren von Regensberg festigte sich die Macht des von Kaufleuten und Ritter dominierten Ratsgremiums: Mit Unterstützung Zürichs konnten sich der spätere König Rudolf von Habsburg und die Stadt Zürich gemeinsame Territorialansprüche gegen die Regensberger durchsetzen. Dies markierte den Beginn der territorialen Ausdehnung des Stadtzürcher Herrschaftsgebiets, wenn auch der Einfluss der Stadtzürcher Ritterschaft auf den Stadtrat zunehmend zugunsten der Habsburgfreundlichen Kaufleute eingeschränkt wurde.
Die ratsfähige Bevölkerung der «Burger» (sie wählte den Rat und stellte dessen Mitglieder) bestand aus den Stadtadligen – hervorgegangen aus den Ministerialgeschlechtern des Fraumünsterklosters – und aus reichsunmittelbaren Fernkaufleuten und vornehmen Handwerkergeschlechtern, der sogenannten «Notabel».
Bereits im «Richtebrief» des Jahres 1291, bestätigt im Richtebrief von 1304 (dem ältesten schriftlichen Zürcher Stadtrecht), hatte der Stadtrat aus Angehörigen der «Burger» – die im Rat vertretenen Kaufleute, die vornehmen Handwerkergeschlechter und Stadtadligen – die Bildung von Handwerksvereinigungen (Zünften) explizit untersagt, hingegen die Bildung von Innungen («Antwerke») erlaubt, beispielsweise der Kornmacher, Gerber und Hutmacher. Die überwiegende Mehrheit der Stadtbevölkerung, Gesinde, Leibeigene, Hörige und die Handwerker blieben in der Stadt Zürich Ende des 13. Jahrhunderts weitgehend ohne politische Rechte und Schutz, obwohl sie zunehmend am wirtschaftlichen Aufschwung der Stadt beteiligt waren. 1335 führte der Rat eine Währungsreform durch, die einseitig die Kapital besitzende Schicht, überwiegend Kaufleute und vornehme Handwerkergeschlechter begünstigte. Die Stadt Zürich war finanziell in einer schwierigen Lage, da 1330/31 viel Geld hatte aufgebracht werden müssen, um sich aus einer Verpfändung durch Kaiser Ludwig den Bayern an das Haus Habsburg auszukaufen und weiterhin die Reichsunmittelbarkeit zu sichern. Die Beziehung zwischen der Kaufmannschaft und den Handwerkern war also belastet, und die Handwerkschaft der Stadt Zürich wollte nicht länger aus dem Rat ausgeschlossen bleiben.
Andererseits dominierten die «Notabel» – die im Rat vertretenen Kaufleute und vornehmen Handwerkergeschlechter (Goldschmiede, Seidenfabrikanten, Tuchhändler, Geldwechsler, Salzleute u. a.) – den ursprünglich zu aus gleichen Teilen zusammengesetzten Rat der Stadt Zürich, so dass vor 1336 «… der regierende Rat der Stadt Zürich sich zu einem Drittel aus adligen Rittern und zu zwei Dritteln aus der bürgerlichen Notabel …» zusammensetzte, das heisst, der politische Einfluss des Stadtadels war deutlich reduziert. Die Ratsmehrheit versuchte seine Oberhoheit auch auf die Grundherrschaften und Lehen der adeligen Stadtbürger auszudehnen.
Die Stadtadligen waren aus den Ministerialgeschlechtern des Klosters Fraumünster hervorgegangen: Ihr Einfluss basierte im Wesentlichen auf Grundbesitz und Lehen, im Gegensatz zur Kaufmannschaft, für deren Reichtum aus dem Handel und ihren politischen Einfluss die Geldwirtschaft essentiell war. Die Stadtzürcher Adligen verfolgten zudem eine den Kaufleuten entgegengesetzte Aussenpolitik, indem er weiterhin Herrschaftsrechte in der Umgebung der Stadt erwerben wollte und dafür wie bis anhin Krieg und Fehden in Kauf nahm. Im Interesse der «Notabel» hingegen lag ein florierender Fernhandel und somit die Wahrung des Landfriedens, was die «Notabel» mit der von ihnen vor der Zunftrevolution rechtlos gehaltenen Handwerkerschaft geteilt und den sozialen Frieden aufrechterhalten dürfte.

## Zunftrevolution vom 7. Juni 1336

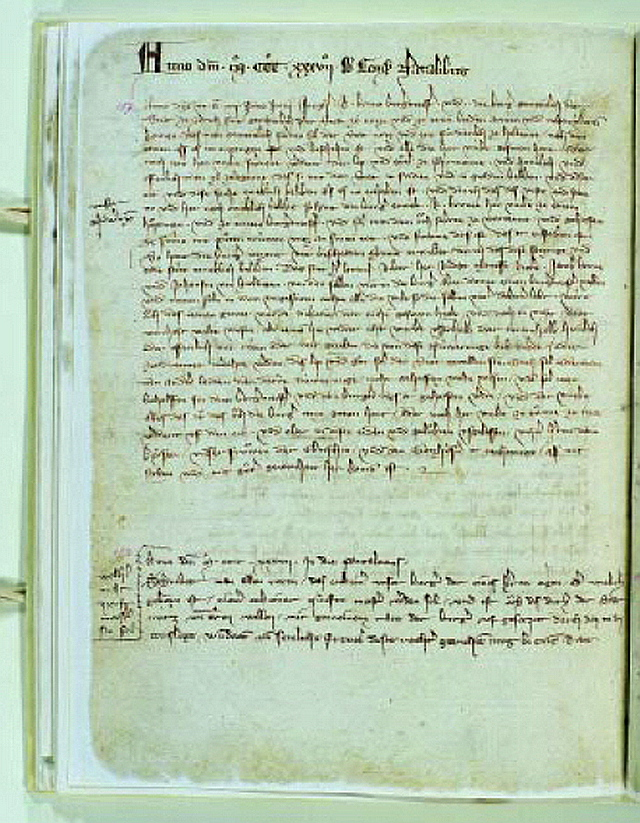
Das «Stadtbuch» von 1292 bis 1371: Eintrag vom 7. Juni 1336

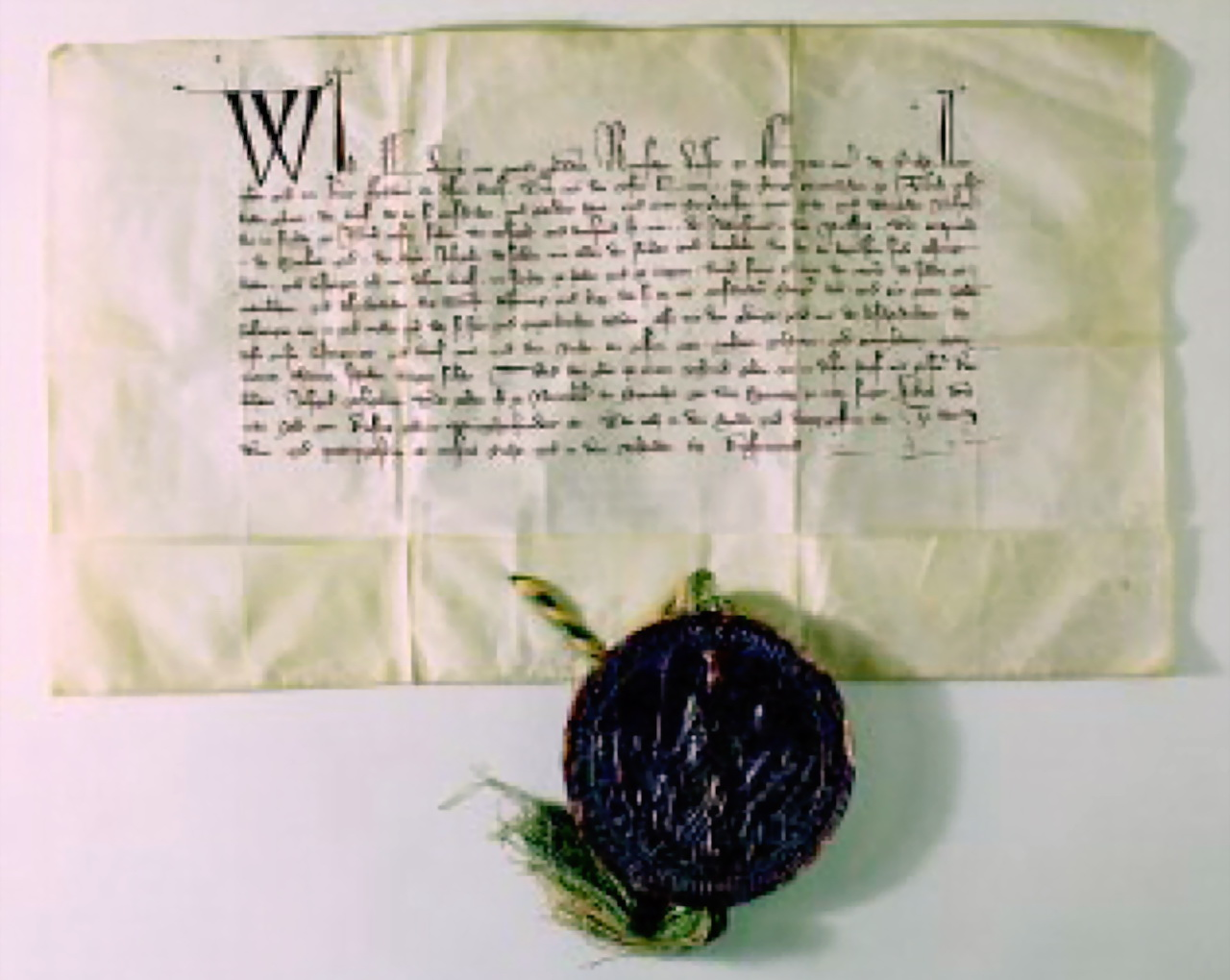
Kaiser Ludwig der Bayer bestätigt am 5. April 1337 den Ersten Geschworenen Brief

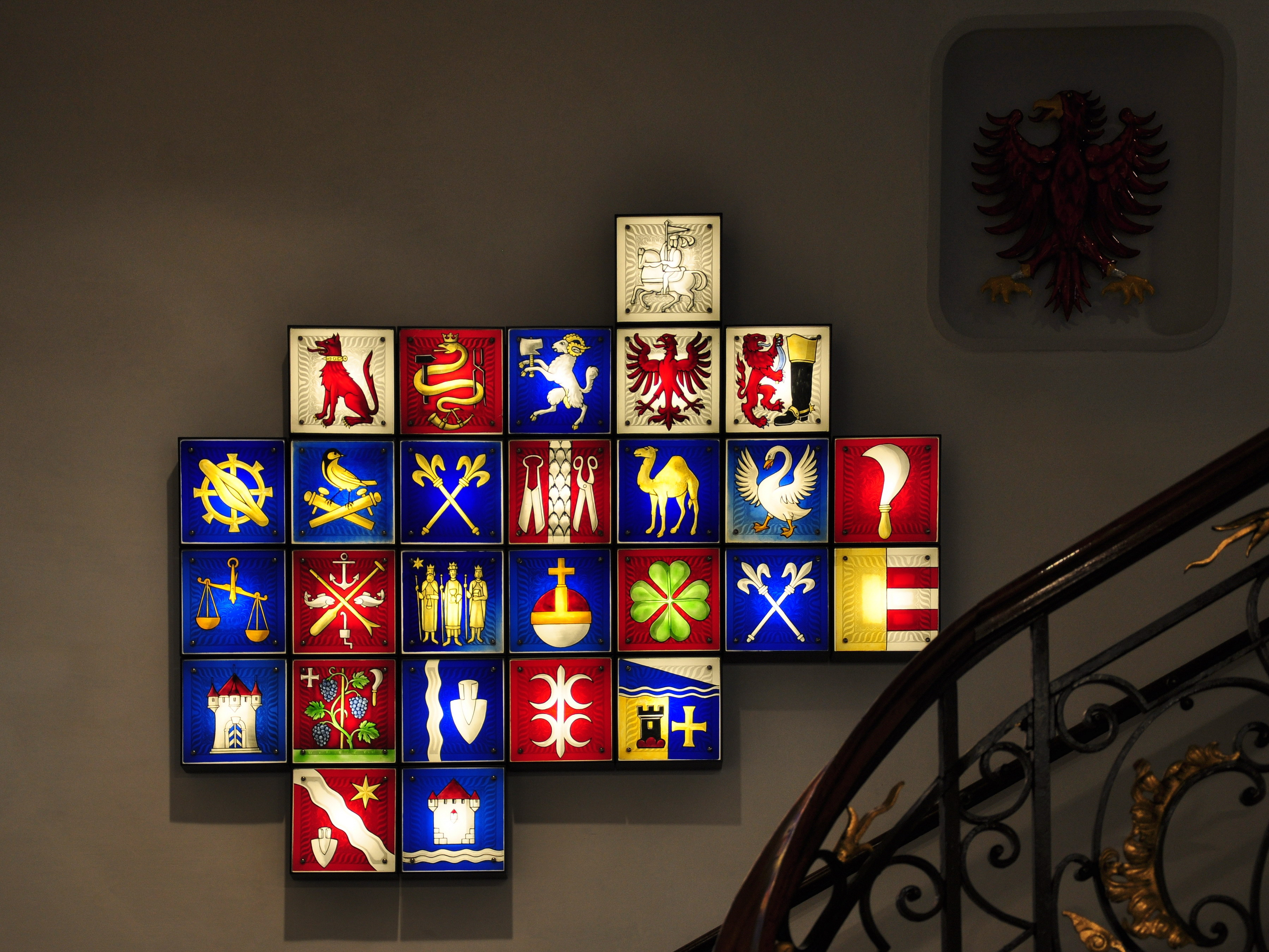
Zunftwappen im Zunfthaus zur Zimmerleuten

Die Zunftrevolution Zürichs stellte sich nach Aussen als eine gemeinsame Erhebung des städtischen Adels und des Handwerkerstandes gegen die im Rat vertretenen Kaufleute und vornehmen Handwerkersgeschlechter (Goldschmiede, Seidenfabrikanten, Geldwechsler, Salzhändler) dar. Indem der adlige Rudolf Brun geschickt Spannungen in der adligen und kaufmännischen Führungsschicht nutzte, kam es in Zürich wie in anderen Städten im Heiligen Römischen Reich zu einer Revolution der Zünfte gegen die im Rat vertretenen Kaufleute und vornehmen Handwerksgeschlechter, die mit dem florierenden Fernhandel zu Reichtum gelangt waren.
Der gut vorbereitete Aufstand der Handwerker und des Ritteradels brach am 7. Juni 1336 mit einem Sturm auf das Rathaus aus. Die Mitglieder des «Sommerrats» konnten ihr Leben nur durch Flucht retten. Im Barfüsserkloster wurde der Anführer der Aufständischen, Rudolf Brun, von der Volksversammlung zum Bürgermeister der Stadt ernannt. Die rechtzeitig geflohenen Räte wurden nach der Mordnacht von Zürich grösstenteils mit ihren Familien aus der Stadt verbannt und ihr Besitz wurde beschlagnahmt. Das «Stadtbuch» von 1292 bis 1371 enthält unter dem 7. Juni 1336 eine Verordnung, wie künftig die Bürgermeisterwahl und die Anerkennung der Regierung durch die Bürgerschaft zu erfolgen habe. Auf der ersten Linie ist «jungher R. Bruno burgermeister» (Junker Rudolf Brun) zu lesen.

## Erster Geschworener Brief
Brun arbeitete die nach ihm benannte Brunsche Zunftverfassung aus, die nach dem Vorbild des «Strassburger Schwörbrief» vom 17. Oktober 1334 gestaltet war. Die Zusammensetzung des Stadtrats wurde neu geregelt, indem die bisher allein regierenden Adels- und Kaufmannsgeschlechter, zur Gesellschaft der Constaffel vereinigt, 13 Mitglieder (sechs Adlige und sieben Bürger) und die Handwerker ebenfalls 13 Mitglieder abordneten. Die Wahl der 13 Mitglieder der Constaffel, die die Bezeichnung «Räte» beibehielten, erfolgte durch eine vom Bürgermeister ernannte Kommission von sechs Mitgliedern, von denen zwei dem Adelstand angehören mussten. Zur Bestellung der Vertreter der Handwerker wurden diese in 13 politische Zünfte eingeteilt, von denen jede mehrere Gewerbezweige umfasste. Damit ergab sich folgende Einteilung der Bürgerschaft nach einer offiziellen Rangordnung der Zünfte von 1361:
1. Konstaffel: Ritter, Adlige, Rentner, Kaufleute, Gewandschneider, Wechsler, Goldschmiede, Salzhändler
2. Saffran: Krämer
3. Meisen: Weinschenken, Weinrufer, Weintransporteure, Sattler, Maler, Makler (Unterkäufer)
4. Schmiden: Schmiede, Schwertfeger, Kannengiesser, Glockengiesser, Spengler, Kettenhemdmacher, Scherer, Bader
5. Weggen: Bäcker (Pfister) und Müller
6. Gerwe: Gerber, Weissgerber, Pergamentbereiter
7. Widder: Metzger, Viehhändler
8. Schuhmachern: Schuhmacher (Suter)
9. Zimmerleuten: Zimmerleute, Maurer, Wagner, Drechsler, Holzhändler, Küfer, Rebleute
10. Schneidern: Schneider, Tuchscherer, Kürschner
11. Schiffleuten: Fischer, Schiffer, Seiler, Karrer und Träger
12. Kämbel: Gärtner, Ölverkäufer, Kleinkrämer (Grempler)
13. Wollweber: Wollweber, Wollschläger, Grautuchweber, Hutmacher (1440 mit Leinenwebern vereinigt zur Zunft zur Waag)
14. Leinenweber: Leinenweber, Bleicher (1440 mit Wollwebern vereinigt zur Zunft zur Waag)

Nicht dem Zunftzwang unterworfen waren die Berufe Bogner, Dachdecker, Gewandschneider, Glaser, Goldschmiede, Holzhauer, Korb- und Siebflechter, Salz- und Eisenhändler, Seidennäher u. a. Bis 1489 durften sie sich der Konstaffel anschliessen, nach dem vierten Geschworenen Brief auch anderen Zünften.
Jede Zunft wählte einen Zunftmeister, der automatisch Mitglied des Rates wurde. Diese erhielten jedoch nicht den Titel «Rat», das neue Regierungskollegium wurde vielmehr als «Räte und Zunftmeister» bezeichnet. Der Bürgermeister war auf Lebzeiten gewählt und alle Bürger hatten ihm und dem Rat Gehorsam zu schwören. Dabei sollte der Eid, der dem Bürgermeister geleistet wurde, jedem anderen vorangehen. Um die Bürgermeisterwürde dauernd den adeligen Familien zu sichern, wurden im Ersten Geschworenen Brief vier Ritter mit Namen genannt, von denen einer Bruns Nachfolger werden sollte. Die durch Brun geschaffene Verfassung blieb in ihren Grundzügen bis 1798 in Kraft.
Faktisch stellte die Zunftrevolution von 1336 eine Festigung der politischen Macht des Stadtadels zulasten des Bürgerpatriziats dar. Immerhin erlangte der Handwerksstand die ihm bislang verweigerte Vertretung im Rat der Stadt Zürich, wenn auch der tatsächliche politische Einfluss der Handwerkerzünfte zumindest bis 1384 eher gering gewesen sein dürfte. Eine wesentliche Besserstellung war hingegen eine Veränderung des Zürcher «Burgerrechts»: Bis Juni 1336 konnten nur alteingesessene freie Grundbesitzer sowie einige Beamte und Dienstleute «Burger» werden. Mit der neuen Verfassung jedoch wurden auch die ansässigen freien Handwerker zu Burgern ernannt. Ritter, Edelleute, Rentner und die bis Juni 1336 im Rat dominierende Notabeln wurden in Anlehnung an den «Strassburger Schwörbrief» in der Constaffel zusammengefasst.

### Amt des Bürgermeisters
Dem Bürgermeister sicherte die neue Zunftverfassung lebenslang faktisch die Alleinherrschaft über die Stadt, und alle Bürger mussten einen umfassenden Eid auf seine Person ablegen. Um die Bürgermeisterwürde dauernd den adeligen Familien zu sichern, wurden im 1. Geschworenen Brief vier Ritter mit Namen genannt, wobei einer Bruns Nachfolger werden sollte – ab September 1360 Rüdiger Manesse. Der Bürgermeister amtierte bis zum Tod von Brun (1360) und von Rüdiger Manesse (1383) respektive einer ersten Revision der Verfassung um 1373 ganzjährig und war keiner Erneuerungswahl unterworfen.

## Zusammensetzung des Rats nach der Zunftrevolution

### «Kleiner Rat»
Der «Kleine Rat» entsprach in seinen Aufgaben dem bisherigen dreigeteilten Rat. Nun organisierte er sich in zwei Ratsgruppen, dem «Natalrat» (Weihnachtsrat) und dem «Baptistalrat» (nach Johannes dem Täufer). Die 26 Natalräte regierten ab 25. Dezember in der ersten Jahreshälfte, die 26 Baptistalräte ab 24. Juni in der zweiten Jahreshälfte. Jede Ratsgruppe zählte 13 Constaffelräte – sechs Adlige und sieben Bürger aus der Constaffel – und 13 Zunftmeister.
Die Wahl der im Halbjahresrat je 13 Mitglieder der Constaffel, die die bislang übliche Bezeichnung Räte (Consules) beibehielten, erfolgte durch eine vom Bürgermeister ernannte Kommission von sechs Mitgliedern, von denen zwei dem Adelstand angehören mussten. Diesen standen im «Halbjahresrat» eine gleiche Anzahl von Zunftmeistern (Scabini) gegenüber. Die 13 Handwerkszünfte wählten je einen Zunftmeister für die zwei Ratsgruppen, einen Regierenden und einen Stillstehenden.
Im 15. Jahrhundert wurde der «Kleine Rat» aus zwei Halbjahresräten mit je zwölf Zunftmeistern (die Zünfte wurden auf 12 reduziert) und zwölf Constafflern sowie zwei Räten aus freier Wahl und den zwei sich abwechselnden Bürgermeistern gebildet. Der «Kleine Rat» war gleichzeitig Regierung, Parlament sowie oberster Gerichtshof. Dadurch, dass die Ratsherren gleichzeitig regierten und richteten, besassen sie eine enorme Machtfülle.

### «Grosser Rat»
Ohne formellen Gründungsakt hatte sich um die Mitte des 14. Jahrhunderts aus den Rat beratenden Bürgern der «Grosse Rat» gebildet, der in allen dem geschäftsführenden Kleinen Rat «zu schwer» erscheinenden Ratsangelegenheiten beigezogen wurde.
In den Grossen Rat (inklusive des Kleinen Rats) entsandten die Constaffel 28 und die Zünfte 168 Mitglieder. Dazu kamen ab 1384 zwei Bürgermeister sowie sechs Ratsherren, die vom «Grossen Rat» selbst gewählt wurden. Dieser Rat wurde als «Die Zweihundert» oder als «Rät und Burger» bezeichnet. Ab dem 16. Jahrhundert umfassten die behandelten Geschäfte beispielsweise die Erhebung von Steuern, Kauf von Herrschaftsrechten, Bündnisbeschlüsse, Entscheid über Krieg und Frieden sowie die Münzgesetzgebung.
Mit der Reduzierung auf zwölf Zünfte setzte sich der Grosse Rat aus dem 50-köpfigen Kleinen Rat und aus den 144 «Zwölfern» (je 12 Vertreter für jede Zunft) sowie den 18 «Achtzehnern» (18 Constaffelräte), also aus insgesamt 212 Mitgliedern zusammen.

## Zweiter Geschworener Brief 1373

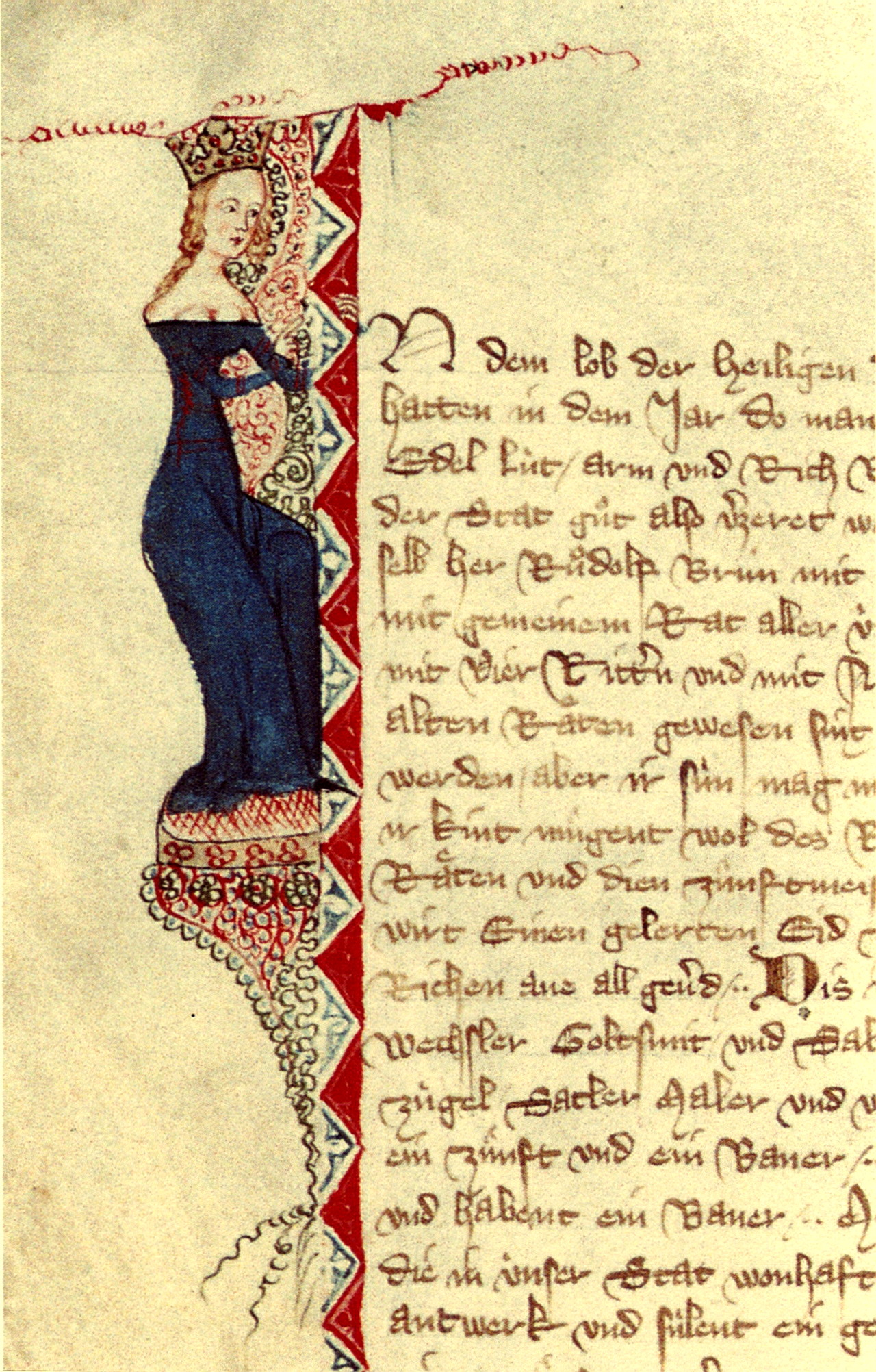
Farbige Initiale des Zweiten Geschworenen Briefes. Die Frauenfigur stellt wohl Maria dar, wurde aber von einigen Historikern auch als Darstellung der Beatrix von Wolhusen (1358–1398), Fürstäbtissin des Klosters Fraumünster gedeutet, die dem Dokument durch ihre Unterschrift als Stadtherrin Rechtskraft verlieh.

Im Sempacherkrieg (1386–1388) zwischen den Eidgenossen und dem Haus Habsburg war Zürich auf Grund seines Bündnisses von 1351 mit den Eidgenossen verpflichtet, gegen Habsburg-Österreich Stellung zu beziehen. Zürich nahm jedoch keinen aktiven Anteil am Krieg, da die Mehrheit der Adligen und Kaufleute der Constaffel auf der Seite Österreichs standen. Deswegen kam es in der Stadt zu inneren Auseinandersetzungen zwischen den Anhängern der Eidgenossen und denjenigen Habsburgs. Die eidgenössisch gesinnten Zünfte erwirkten danach eine Reihe von Beschlüssen im sogenannten «Zweiten Geschworenen Brief» von 1373: Die überragende Machtstellung des Bürgermeisters und der historisch habsburgfreundlichen Constaffel wurde eingeschränkt. Auch die Zunftmeister wurden voll berechtigte Räte, und das Bürgermeisteramt war nicht mehr nur das Privileg der Constaffel.
Seither hatte Zürich jedes Jahr zwei Bürgermeister, die jeweils ein halbes Jahr als «amtierender» bzw. «still stehender» Bürgermeister amtierten. Das Übergewicht der Vertreter der Constaffel im Stadtrat («Kleiner Rat») endete mit der Bestimmung, dass in die bisher ausschliesslich von der Constaffel besetzte Ratshälfte auch Vertreter der Handwerker gewählt werden sollten. Ferner wählte fortan der schon seit der Mitte des 14. Jahrhunderts bestehende «Rat der Zweihundert» oder «Grosse Rat», ein Ausschuss der Bürgerschaft, mit den Räten und Zunftmeistern, den Bürgermeister. Geschäfte, über die sich Räte und Zunftmeister nicht einigen konnten, sollten durch ein Mitglied des Kleinen Rates an den Grossen Rat zur Entscheidung weitergezogen werden.

## Dritter Geschworener Brief 1489
Die Zusammensetzung des Grossen Rates war seit dem Dritten Geschworenen Brief von 1489 im Zusammenhang mit dem Waldmannhandel folgende: die beiden Bürgermeister sowie die 48 Mitglieder des Kleinen Rates (bestehend Natal- und Baptistalrat mit je 24 Mitgliedern), den «Achtzehnern» (18 Vertreter der Constaffel) und den 144 «Zwölfern» (je 12 Abgeordnete der 12 Zünfte). In der Folgezeit ging das Schwergewicht in der Staatsleitung immer mehr auf den Grossen Rat über. Der Kleine Rat wurde zu einer vollstreckenden Behörde mit richterlicher Funktion. Seit der Brunschen Umwälzung war mehrfach die Bürgergemeinde als höchste Instanz in Erscheinung getreten. 1401 wurde ihre Kompetenz durch Grossratsbeschluss eingeschränkt auf Fragen, die das Verhältnis zu Kaiser und Reich, zu den Eidgenossen, neue Bündnisse und Krieg und Frieden betrafen. Das Mitspracherecht der Gemeinde wurde weiter dadurch beträchtlich eingeschränkt, dass die Mitglieder beider Räte samt den Zunftmeistern tatsächlich lebenslang gewählt waren und dass Lücken durch die bereits in den Räten sitzenden Mitglieder der betreffenden Zünfte auf dem Wege der Kooptation ausgefüllt wurden. Die Staatsform Zürichs wurde dadurch zu einer Art Zunftaristokratie. Nur den Mitgliedern der Räte waren die wichtigsten Posten, wie das Amt des Landvogts in einem städtischen Untertanengebiet, vorbehalten. Daneben gab es die sogenannten «Gemeinen Bürgerlichen Ämter und Dienste», die an einfache Stadtbürger vergeben wurden, wie Nachtwächter, Brunnenmeister, Stadtimker, Stadttrompeter, Uhrenrichter.
Mit dem «Dritten Geschworenen Brief» von 1489 wurde auch in der Constaffel für die abzudelegierenden Räte das Wahlrecht eingeführt, d. h. die Constaffel als politische Zunft organisiert. Dem beträchtlich gesunkenen Bevölkerungsanteil entsprechend, wurden nun vier Constaffel und zwei Constaffelräte pro Amtsjahr für den kleinen Rat delegiert (bislang 24), und die übrigen bisherigen 18 Constaffel-Ratssitze neu geregelt: 12 als Zunftsratsherrensitze an die Zünfte und sechs als Ratsherren von freier Wahl, in die Constaffler und Zunftangehörige gewählt werden konnten. Im als «Constaffelbrief» bekannten Ratsbeschluss vom 6. Dezember 1490 wurde bestimmt, dass – ursprünglich aus wohlhabenden und adligen Familien stammende Männer und zeitweise auch Frauen – «Leute», die in keiner Zunft untergebracht werden konnten, «Constaffel heissen und seyn sollen». So wurden ihr mit der Zeit neben Hintersässen (Niedergelassene ohne Bürgerrecht) auch «wenig angesehene und Leute ohne Vermögen» und der Scharfrichter zugeteilt. Diese vom Rat erzwungene Öffnung führte zu einer Spaltung der Gesellschaft in das «Stübli» (alter Kern) und die «bürgerliche Constaffel».

## Vierter Geschworener Brief 1498 und weitere Entwicklung bis 1798
1498 wurde im Vierten Geschworenen Brief das Kollegium der «Obristzunftmeister» definitiv eingerichtet. Bürgermeister, Räte, Zunftmeister und Rat der Zweihundert bestellten diese dreiköpfige Behörde aus den Zunftmeistern. Die Obristzunftmeister hatten das Recht, das Zunftmeisterkollegium zu Sitzungen einzuberufen, jedoch ausschliesslich zur Behandlung von gewerkschaftlichen Fragen. Sie nahmen ferner an allen Ratssitzungen teil und waren ermächtigt, alle ihnen gutscheinenden Fragen vom Kleinen Rat an den Rat der Zweihundert zu bringen. Jährlich wurde ein Mitglied des Dreierkollegiums ersetzt; der zuerst Gewählte war Stellvertreter des Bürgermeisters. Dadurch wurde die Macht des Zunftmeisterkollegiums im Interesse des Grossen Rates gebrochen. In diese Zeit fällt auch die Schaffung eines «Geheimen Rates», bestehend aus den beiden Bürgermeistern und zwei Zunftmeistern. Seine Aufgabe war die Behandlung und Vorbereitung von Fragen der Aussenpolitik. Diese Modifikationen in der Verfassung führten zu einer immer stärkeren Erstarrung des Stadtregiments.
Im Verlauf des 16. und 17. Jahrhunderts stieg der Einfluss der mächtigen und wohlhabenden Familien und die Bedeutung der einfachen Handwerker sank. Es gab einen eindeutigen Trend zur Oligarchisierung der Stadtherrschaft, der von den aufstrebenden Kaufleuten, Textilverlegern und den hohen Beamten aus etwa 30 Familien getragen wurde. Die Handwerker nahmen deshalb um 1700 nur noch etwa einen Drittel der Sitze in den Räten ein. Der daraus entstehende Konflikt zwischen den Handwerkern und dem neuen Patriziat sollte 1712 durch eine Verfassungsrevision gelöst werden. Eine «Ehrenkommission» überarbeitete die Verfassung geringfügig und erstellte 1713 den «7. Geschworenen Brief», der als erste Zürcher Verfassung sogar gedruckt wurde. Neu mussten auch die Zunftmeister in einer geheimen Wahl bestimmt werden und die Souveränität der gesamten Stadtgemeinde wurde stärker betont. Für Kriegserklärungen, Friedensschlüsse, Bündnisse und Verfassungsänderungen sollte fortan neben dem Rat auch die Gemeinde beigezogen werden.
Mit dem Einmarsch der Franzosen in die Schweiz 1798 endete die Vorherrschaft der Zünfte in der Stadt Zürich. Die politischen Zünfte wurden aufgelöst. Die Einführung der Gewerbefreiheit machte auch die wirtschaftlichen Handwerksverbindungen überflüssig. Die politischen Zünfte wurden 1803 als Wahlgremien wieder eingeführt, hatten aber keine Gemeinsamkeit mit den mittelalterlichen Zünften mehr. Die heute bestehenden Zünfte haben einen rein gesellschaftlichen Charakter und im Zusammenhang mit dem Sechseläuten-Fest überdies einen folkloristischen.